# Kolubara
Il Kolubara (in serbo Колубара) è un fiume della Serbia occidentale, lungo 123 chilometri; nasce vicino Valjevo dalla confluenza dei più piccoli fiumi Obnica e Jablanica, per poi sfociare nel fiume Sava vicino Obrenovac.

## Caratteristiche
Il Kolubara nasce come Obnica nella regione della Podgorina nella Serbia occidentale, sulla montagna del Povlen sotto il picco Medvednik; scorre prima verso nord, per poi piegare verso ovest nei pressi del villaggio di Bobova (questa parte del suo corso è nota anche con il nome di Jadar) per incontrare da sud, 25 km più a valle, il fiume Jablanica nella città di Valjevo. Il Jablanica a sua volta si origina anch'esso sul Povlen, giusto a pochi chilometri di distanza dall'Obnica, sotto il picco Jablanik: il fiume curva intorno al monte Parač e poi al villaggio di Balinović, prima di incontrare lo Obnica 24 km più a valle; i due fiumi uniti sono noti come Kolubara per il resto del loro corso.
A Valjevo il Kolubara incontra il fiume Gradac sulla destra e dà origine alla valle di Valjevo o valle di Kolubara attraverso le montagne circostanti, lunga 90 km, in cui riversa diversi corsi secondari; dopo Valjevo, la città più popolosa della Serbia occidentale, il fiume non incontra altri grandi centri abitati a parte i villaggi di Mlađevo e Slovac. Il Kolubara riceve il corso dei fiumi Ribnjača e Lepenica sulla destra e Rabas sulla sinistra; a Slovac, alla confluenza con il tributario di destra del Toplica, il fiume dà origine alla bassa valle del Kolubara, piega verso nord e riceve in questo corso i suoi affluenti principali: Ljig, Turija, Lukavica e Peštan sulla destra, Kladnica e Tamnava sulla sinistra; a causa delle inondazioni non ci sono insediamenti lungo questa parte del corso del fiume, anche se la valle stessa è densamente popolata con molte città e villaggi situati nelle vicinanze del corso d'acqua. Il fiume confluisce poi sulla destra, dopo un corso di 123 km dalla sua origine, nel più ampio Sava presso la città di Obrenovac.
Grazie ai suoi diversi affluenti, il Kolubara drena una zona piuttosto ampia, con una superficie di 3.639 km²; il fiume appartiene al bacino idrografico del Mar Nero, e pur non essendo navigabile la sua valle costituisce un importante snodo di comunicazione venendo attraversata dalla strada che unisce Šabac a Belgrado e da un tratto della ferrovia Belgrado-Antivari